# 海野和三郎
海野 和三郎（うんの わさぶろう、1925年10月2日 - 2023年11月7日）は、日本の天文学者（理論天体物理学）。理学博士（東京大学・論文博士・1955年）。東京大学教名誉教授。埼玉県浦和市（現：さいたま市）出身。

## 人物
旧制松本高等学校時代より、東京帝国大学を目指す。松本高等学校では物理の向井正幸教授の影響を受け、物理学者を志したが、戦時中入試のできない年にぶつかり、入学の比較的容易な天文学科に志望を変更した。ここで、師となる萩原雄祐と出会い、理論天文学分野での活躍を始める。特に、萩原に薦められて、旧来の天文学に量子力学視点を取り入れた研究及び講義は難解という評価がなされている。
1955年、東京大学理学博士。論文の題は「Theoretical line contour of the lyman alpha radiation of ionized helium and the excitation of bowen lines in planetary nebulae（惑星状星雲内に於ける電離ヘリウムのライマンアルフア輻射の理論的輪廓とボーエン線の励起）」。
しかしながら、戦後に刊行されはじめる英文教科書や欧文研究報告（PASJ）の作成や公刊などでも多大な貢献を行い、加藤正二、尾崎洋二、祖父江義明などに代表される電波天文学分野における、分子の放射機構などにも積極的な貢献を果たす事になる。
多くの理論天文学者を育成したことで知られている。海野の流れを汲む理論天文学分野の研究者は海野学校や海野スクール（Unno School）と海外で呼ばれ、日本の理論天文学に大きな業績を残している。海野自身は磁場中の吸収線形成のUnno方程式の発見や、恒星の大気における振動の理論研究において学問的業績を残しているが、教育面においても現在の国立天文台の理論研究部の基礎を築き、そこでの教育を通じて数多くの弟子を輩出した。特に、師である萩原に習い量子力学を天文学に導入するにあたり、先駆的な業績を上げている。このことが、尾崎洋二、加藤正二、祖父江義明などの著名な研究者を輩出することに繋がっている。
モットーは「教育者は人を育て、人を励まし、人に勇気を与えること」。
2023年11月7日、東京都足立区の病院で肺炎で死去。

## 略歴
- 1943年 - 山梨県立都留中学校四年修了
- 1943年 - 旧制松本高等学校理科乙類入学
- 1947年 - 東京帝国大学理学部天文学科修了
- 1947年 - 東京大学大学院特別研究生
- 1952年8月 - 東京大学附属東京天文台助教授
- 1953年4月 - 東京大学理学部助教授
- 1963年4月 - 東京大学教授に就任
- 1986年 - 東京大学を定年退官。
- 1986年 - 近畿大学教授に就任。
- 先事館先事研究所長を経て、NPO法人東京自由大学学長。

## 著書

### 単著
- 『天文・地文・人文』（東京書籍、東京選書、1980年）
- 『宇宙マンダラ-天文学者の人類未来への提言』（ビイングネットプレス、2014年）

### 共著
- 『星と銀河の世界』（共著、岩波書店、星の世界をたずねる、1984年）
- 『されど天界は変わらず・上諏訪日誌』（東京大学理学部天文学教室編、1993年）
- 『わたしの韓国語自修法』（東京書籍）
- 『Nonradial Oscillations of Stars』（京大出版）

## 栄典
- 2006年4月 瑞宝中綬章受章[4][5]